# Digama rileyi
Digama rileyi är en fjärilsart som beskrevs av Sergius G. Kiriakoff 1958. Digama rileyi ingår i släktet Digama och familjen björnspinnare. Inga underarter finns listade i Catalogue of Life.